# Jerzy Wojnar

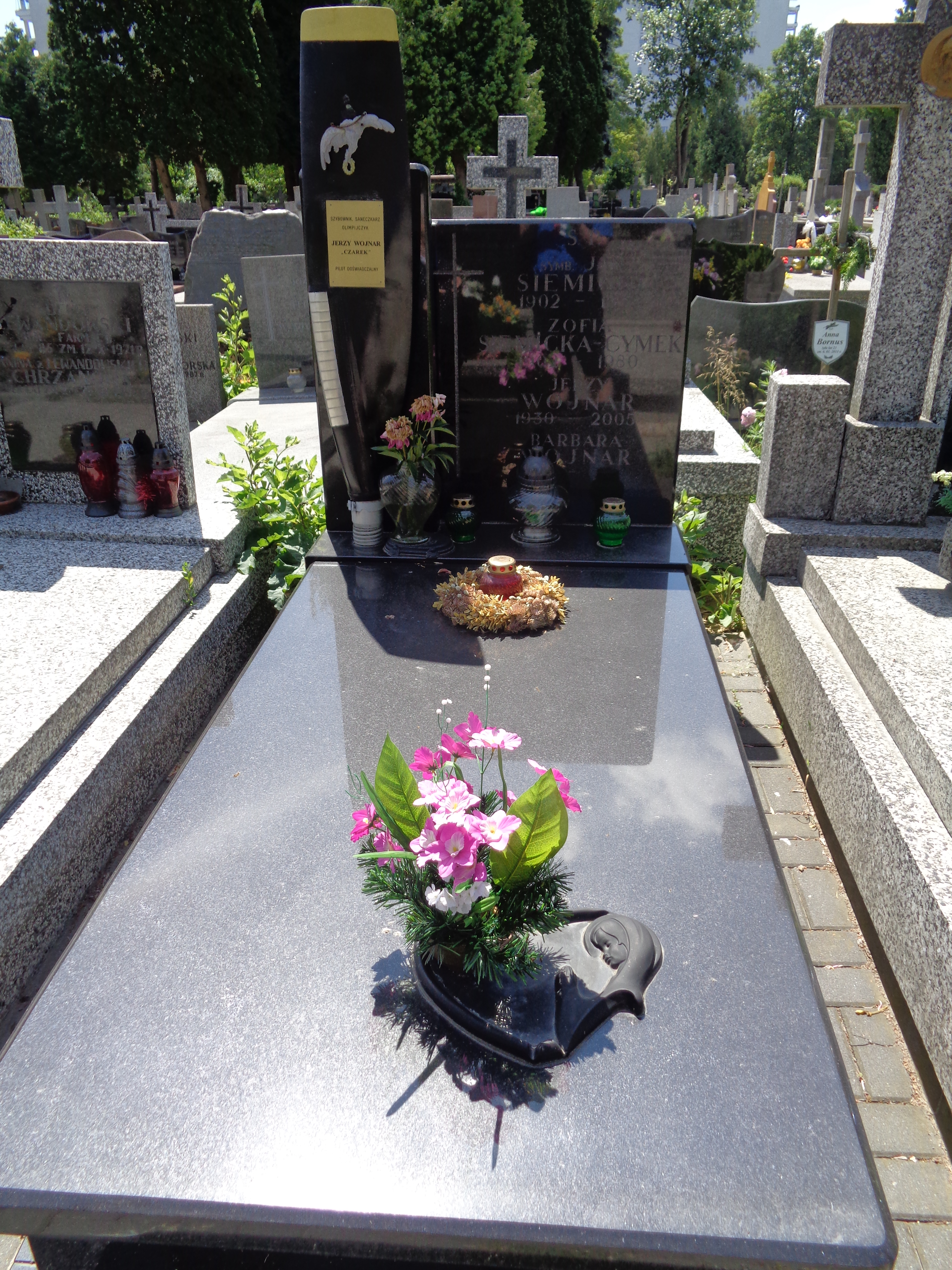
Grób Jerzego Wojnara na cmentarzu przy ul. Wałbrzyskiej

Jerzy Wojnar (ur. 7 października 1930 we Lwowie, zm. 2 lutego 2005 w Warszawie) – polski pilot szybowcowy i saneczkarz, z zawodu inżynier-ceramik. Pilot szybowcowy Aeroklubu Krakowskiego. Trzykrotny rekordzista świata w szybownictwie (1954-1955).

## Życiorys
Syn prof. Józefa Wojnara. Jesienią 1944 roku przeniósł się z rodziną do Krosna, następnie do Krakowa, gdzie w 1950 roku ukończył szkołę średnią. Rozpoczął studia na Wydziale Ceramiki Akademii Górniczo-Hutniczej w Krakowie, które ukończył w 1958 roku. Był członkiem Związku Młodzieży Polskiej.
Od 1966 roku pracował w Przedsiębiorstwie Usług Lotniczych przy Aeroklubie PRL jako pilot rolniczy, następnie od 1968 r. pracował w WSK Okęcie jako pilot fabryczny, a od 1969 r. jako pilot doświadczalny. W 1976 roku uzyskał uprawnienia pilota doświadczalnego I klasy i uczestniczył w próbach wszystkich samolotów budowanych i badanych w tej wytwórni do 2002 r.
Brał udział w licznych pokazach lotniczych (m.in. na Paryskim Salonie Lotniczym) i lotach akwizycyjnych gdzie prezentował samoloty wytwórni.
W latach 1970–1971 brał udział w akcjach agrolotniczych w Egipcie i Sudanie, w 1988 roku brał udział w akcji pomocy dla ludności Etiopii. W 1990 roku został jednym z założycieli Klubu Pilotów Doświadczalnych. Pełnił również funkcję egzaminatora Państwowej Lotniczej Komisji Egzaminacyjnej.
Jego krewnym był Kazimierz Skrzypecki, także inżynier i także saneczkarz, startujący w barwach Wielkiej Brytanii, który poniósł śmierć przed igrzyskami 1964.
Zmarł 2 lutego 2005 roku. Został pochowany w Warszawie na nowym cmentarzu na Służewie przy ul. Wałbrzyskiej.

## Lotnictwo
Naukę latania rozpoczął w 1946 roku w Krośnie. Po dwóch latach miał kategorię C pilota szybowcowego, a w 1949 Srebrną Odznakę Szybowcową. Zwyciężył w VII i IX Krajowych Zawodach Szybowcowych. W 1953 r. miał Złotą Odznakę Szybowcową z trzema diamentami. W latach 1954-55 ustanowił trzy rekordy świata w szybownictwie.
Odrębną pasją była akrobacja szybowcowa, w której był samoukiem. Latał śmiało i perfekcyjne, na pokazach często z takimi pilotami jak Tadeusz Śliwak, Jan Gawęcki wzbudzając podziw u publiczności niskimi przelotami na plecach na szybowcu IS-4 Jastrząb.
Latanie samolotowe rozpoczął w 1955 roku w Chinach, podczas zaproszenia polskich szybowników, nie przechodząc w tym kierunku żadnego przeszkolenia. Po powrocie do Polski po kilku lotach z Jerzym Popielem otrzymał oficjalną licencję pilota samolotowego i zdobywał w tej dziedzinie doświadczenie i praktykę.
Od 1968 roku pracował jako pilot doświadczalny w PZL na Okęciu. W 1969 roku uzyskał licencję pilota doświadczalnego II klasy, a w roku 1976 – I klasy. Prowadził badania w locie samolotów:
- PZL-101 Gawron
- PZL-104 Wilga
- PZL-106 Kruk
- PZL-105 Flaming
- PZL-110 Koliber
- PZL-130 Orlik

Wykonał też w roku 2003 (po przejściu na emeryturę) oblotu samolotu EM-11 Orka. Specjalizował się w prezentacjach i pokazach samolotów. Latał przez 58 lat, niemal do ostatnich chwil życia. W swej karierze wykonał łączny nalot na szybowcach wynoszący ok. 2100 godzin i na samolotach ok. 13 000 godzin.

## Saneczkarstwo
Jako saneczkarz reprezentował barwy Olszy Kraków i SNPTT Zakopane. Był mistrzem świata w saneczkarstwie w 1958 i 1961 oraz wicemistrzem w 1962. Dwukrotny uczestnik igrzysk olimpijskich (w 1964 w Innsbrucku i w 1968 w Grenoble). W 1968 roku był chorążym polskiej reprezentacji na Igrzyskach w Grenoble.

## Osiągnięcia

### Igrzyska olimpijskie
| Rok  | Miejsce   | Jedynki |
| ---- | --------- | ------- |
| 1964 | Innsbruck | 28.     |
| 1968 | Grenoble  | 8.      |

## Upamiętnienie
Uchwałą nr XIV/252/2011 z 14-04-2011 rondo u zbiegu ulic: Łopuszańskiej, Alei Krakowskiej i Hynka w Warszawie zostało nazwane jego imieniem.

## Odznaczenia
- Złoty Krzyż Zasługi[5]